# Box (informatyka)
Box – wersja sprzedaży sprzętu i oprogramowania komputerowego. Jest to wersja pudełkowa, zwana także „pełną”. Produkty w wersji Box wyposażone są najczęściej w tekturowe opakowanie (stąd angielska nazwa), dodatkowe okablowanie oraz oprogramowanie, a także często aplikacje multimedialne i gry. Jest to najdroższa ze sprzedawanych masowo wersji.

## Opis
W odróżnieniu od wersji Original Equipment Manufacturer (OEM), oprogramowanie Box może być zainstalowane na dowolnym komputerze posiadanym przez użytkownika tego oprogramowania. W odróżnieniu od oprogramowania OEM, które jest przypisane do urządzenia, na którym jest zainstalowane, oprogramowanie BOX można wielokrotnie przenosić pomiędzy komputerami – jest przypisane do użytkownika.
Microsoft Office typu Box jeden użytkownik może używać na komputerze i dodatkowo na laptopie – w ten sposób, jeżeli osoba używa dwóch maszyn, taniej będzie kupić jedną wersję box zamiast dwóch wersji OEM.